# Jaunpils
El municipi de Jaunpils (en letó: Jaunpils novads) és un dels 110 municipis de Letònia, que es troba localitzat a l'oest del país bàltic, i que té com a capital la localitat de Jaunpils. El municipi va ser creat l'any 2009 després de la reorganització territorial.

## Ciutats i zones rurals
- Jaunpils pagasts (zona rural)
- Viesatu pagasts (zona rural)

## Població i territori
La seva població està composta per un total de 2.814 persones (2009). La superfície del municipi té uns 210,2 kilòmetres quadrats, i la densitat poblacional és de 13,39 habitants per kilòmetre quadrat.